# Reprezentacja Szwecji na Mistrzostwach Europy w Wioślarstwie 2009
Reprezentacja Szwecji na Mistrzostwach Europy w Wioślarstwie 2009 liczyła 1 sportowca. Najlepszym wynikiem było 4. miejsce w jedynce kobiet.

## Medale

### Złote medale
Brak

### Srebrne medale
Brak

### Brązowe medale
Brak

## Wyniki

### Konkurencje kobiet
- jedynka (W1x): Frida Svensson – 4. miejsce